# شهرستان ناکس (تنسی)
شهرستان ناکس، تنسی (به انگلیسی: Knox County, Tennessee) یک سکونتگاه مسکونی در ایالات متحده آمریکا است که در تنسی واقع شده‌است.

## خصوصیات
شهرستان ناکس ۱٬۳۶۲٫۳۴ کیلومترمربع مساحت دارد.